# Max Carrasco
Pour les articles homonymes, voir Carrasco.
Max Carrasco est un footballeur brésilien né le 3 mai 1984 à Belo Horizonte. Il évolue au poste de milieu de terrain.

## Biographie
Max Carrasco commence sa carrière à Marília. Il joue ensuite au Grêmio Barueri et à Ipatinga.
En 2011, il est prêté pour une saison au club japonais du Vegalta Sendai. Il ne dispute que deux matchs en championnat avec cette équipe.